# حزب آزاد استونی
حزب آزاد استونی (استونیایی: Eesti Vabaerakond) یک حزب راست میانه در استونی است که در سال ۲۰۱۴ تأسیس و در سال ۲۰۲۰ منحل شد.